# Don Juan de Mañara
Don Juan de Mañara es una ópera en cuatro actos y seis cuadros con música de Henri Tomasi y libreto adaptado por el compositor de la obra teatral Miguel Mañara de Oscar Venceslas de Lubicz-Milosz. Compuesta entre 1942 y 1944, durante la retirada del compositor en la abadía Saint-Michel de Frigolet, se estrenó el 29 de marzo de 1956 en Múnich. El estreno francés tuvo lugar el 3 de abril de 1967 en Mulhouse.
La acción transcurre en Sevilla en el siglo XVI.
Esta ópera rara vez se representa en la actualidad; en las estadísticas de Operabase aparece con una sola representación entre las óperas representadas en el período 2005-2010.